# Ernst Frederik Jacobi

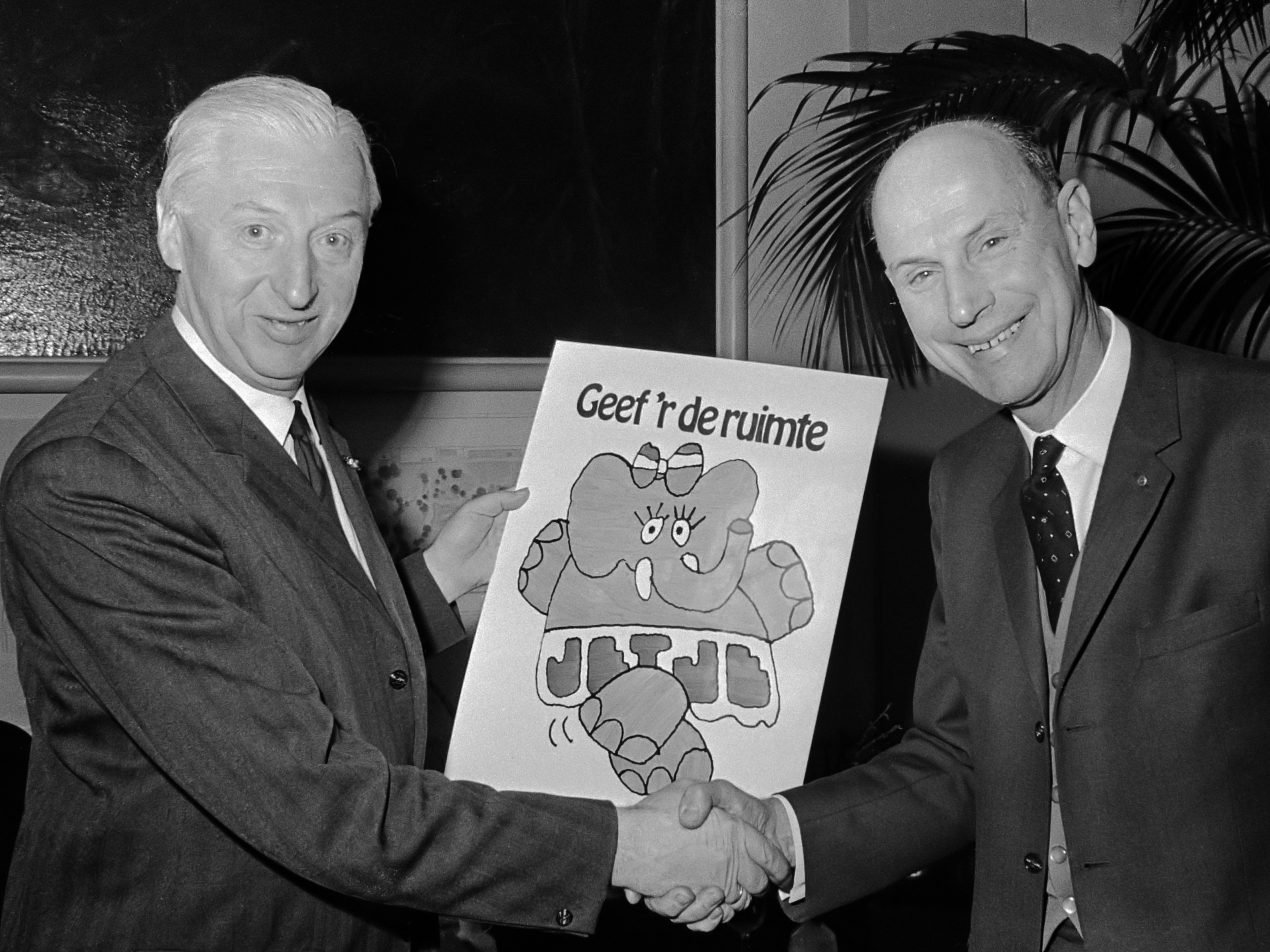
Politiker Hugo Willebrord Bloemers und Ernst Frederik Jacobi (rechts) (1971)

Ernst Frederik Jacobi (* 11. September 1908 in Amsterdam; † 10. April 1994 ebenda) war ein niederländischer Biologe. Von 1953 bis 1973 war er der vierte Direktor des Artis-Zoos in Amsterdam.

## Leben und Wirken
Nach einem Biologiestudium wurde Jacobi 1938 unter der Leitung von Cornelis Jacob van der Klaauw an der Universität Leiden mit der Dissertation Über Lebensweise, auffinden des Wirtes und Regulierung der Individuenzahl von Mormoniella Vitripennis Walker zum Doktor der Naturwissenschaften promoviert. Anschließend war er Direktor der Reichsgartenbauschule Boskoop.
1952 wurde Jacobi stellvertretender Direktor des Artis-Zoos in Amsterdam. 1953 übernahm er von Armand Louis Jean Sunier den Direktorenposten. Unter Jacobis Leitung erfolgten zahlreiche Neuerungen, darunter 1963 die Eröffnung eines der ersten Nachttierhäuser Europas, das jedoch bei der Restaurierung der Artisbibliothek im Jahr 1989 weichen musste, die Errichtung von Gehegen für Kleine Pandas (1954), Pinguine (1961), Flusspferde (1967) und Schimpansen (1971), der Bau eines Kleintierzoos (1972), die Restaurierung des Aquariums (1957, 1966/1967) und des Vogelhauses (1960) sowie der Entwurf eines Kleinsäugerhauses, das 1977 eröffnet wurde. Versuche, den Zoo auf das benachbarte Gelände der Gracht Entrepotdok zu erweitern, schlugen fehl. Jacobi legte sein Hauptaugenmerk auf den Naturschutz. Er verringerte die Anzahl der Arten und stellte größere Tiergruppen auf größeren Anlagen zusammen. Des Weiteren wurden Erhaltungszuchtprogamme für gefährdete Tierarten initiiert. Ferner war er an der Errichtung des Naturparks Lelystad in der Provinz Flevoland beteiligt. Während seiner Direktorenzeit war Jacobi Chefredaktionssekretär des wissenschaftlichen Journals Bijdragen tot de Dierkunde (heute Contributions to Zoology) sowie Herausgeber des Zoojournals Artis. Im September 1973 ging er im Alter von 65 Jahren in den Ruhestand. Sein Nachfolger wurde Bart M. Lensink.

## Schriften (Auswahl)
- Chimpansees, 1969
- Dierbaar dier: over vrijage, huwelijk en verzorging van jongen, 1970
- Artis als bedrijf, 1971
- Honderdvijftig jaar Artis: anderhalve eeuw voorlichting over de natuur, 1988
- Overpeinzingen van een oude bioloog: over onze geestelijke ontwikkeling en sociale organisatie vergeleken met die van de dieren, 1992